# Krampus

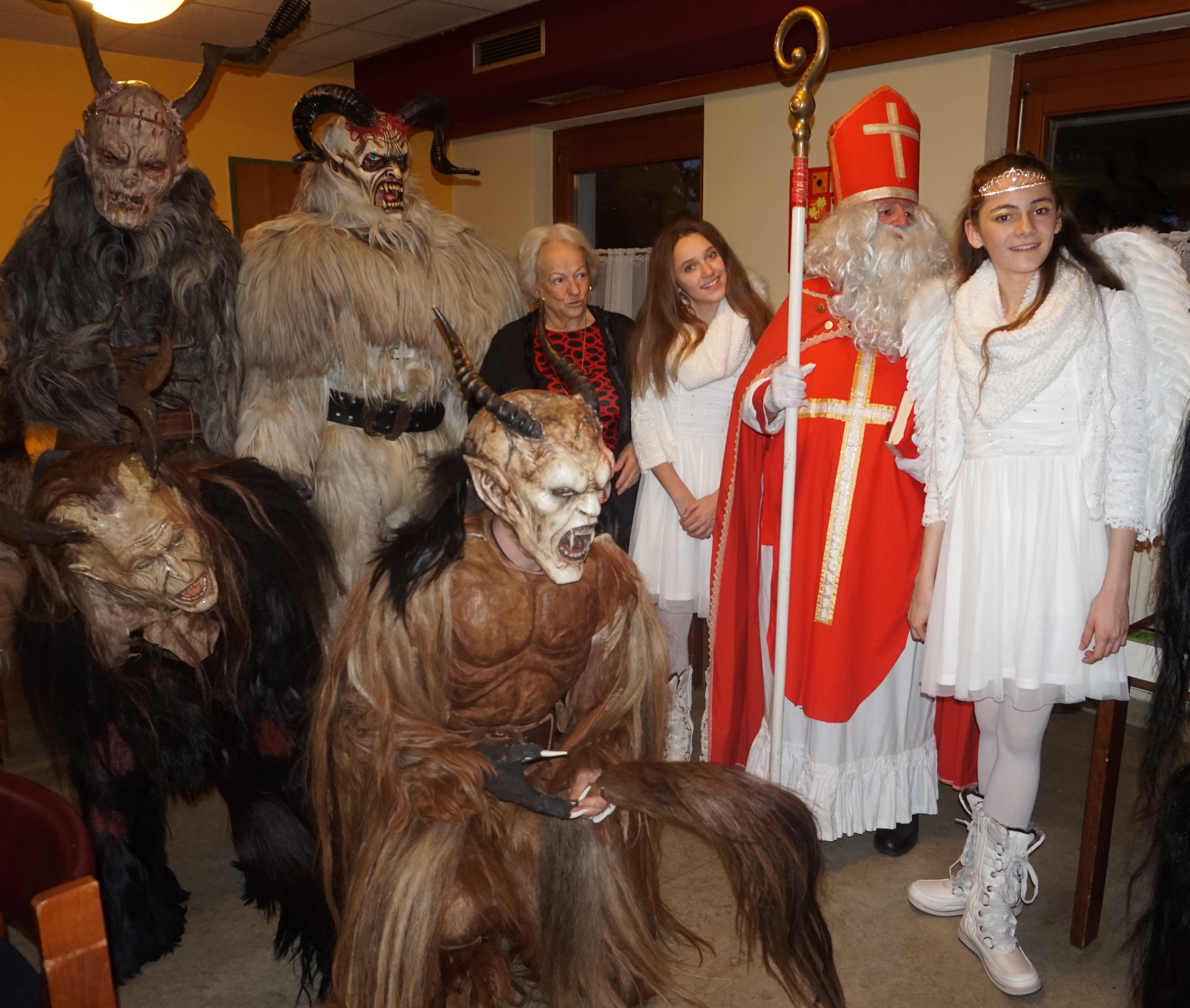
Heiliger Nikolaus in Begleitung von Engeln und Krampus

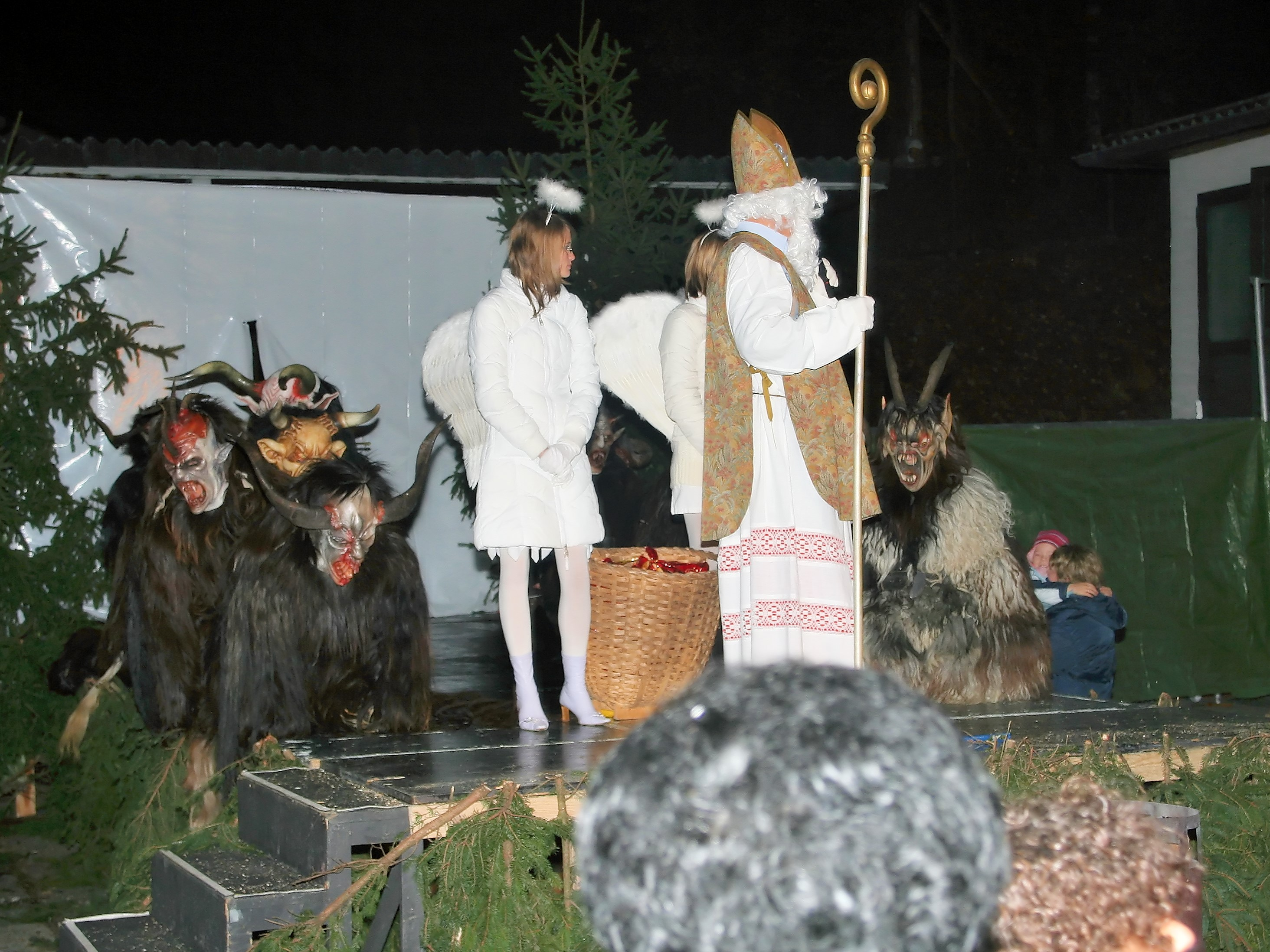
Der hl. Nikolaus, begleitet von Engeln und einem Rudel Kramperl, lobt und tadelt die Kinder, und verteilt Geschenke aus dem Geschenkekorb (Salzburgisches Brauchtum, Flachgau)

Der Krampus, auch Kramperl oder Bartl, ist im Adventsbrauchtum eine Schreckgestalt in Begleitung des heiligen Nikolaus. Verbreitet ist er im Ostalpenraum, in Altbayern, in Österreich, Liechtenstein, Ungarn, Kroatien, Slowenien, der Slowakei, Tschechien, Südtirol, Welschtirol (Trentino) und Teilen des außeralpinen Norditaliens. Während der Nikolaus die braven Kinder beschenkt, werden die unartigen vom Krampus bestraft. Die Gruppe aus Nikolaus, Krampus und anderen Begleitern wird in bairischen Dialekten als Bass bzw. Pass bezeichnet.
Die Gestalt des Krampus stammt ursprünglich – wie auch viele andere dämonische Gestalten des Alpenraumes – aus der vorchristlichen Zeit. In vielen Regionen hat sich die Gestalt des Krampus mit dem Perchtenbrauchtum (vgl. Schiachperchten) vermischt.

## Geschichte

### Namensherkunft
Der Name leitet sich von mittelhochdeutsch Krampen ‚Kralle‘ oder bairisch Krampn‚ etwas Lebloses, Vertrocknetes, Verblühtes oder Verdorrtes ab.
Im bayerischen Alpenvorland und im österreichischen Salzkammergut, der Steiermark sowie in Salzburg ist der Krampus eher unter der Bezeichnung Kramperl geläufig. In der Steiermark und in Kärnten wird neben Kramperl auch die Bezeichnung Bartl verwendet, eine Kurzform vom Bartholomäus. Durch die Jahrhunderte andauernde slowenisch-deutsche Zweisprachigkeit Kärntens und der Steiermark ist davon auszugehen, dass sich die slowenische Bezeichnung parkelj ebenfalls aus Bartl herleitet, zumal der Wechsel t → k bzw. d → g (Kittel → kikelj, Kandl → kangla) auch bei anderen Entlehnungen ins Slowenische auftritt.  Im Salzkammergut kommt auch die Bezeichnung Miglo vor. Im Tiroler Raum spricht man häufiger von Tuifl, Tuifltåg oder Tuifltratzen, abgeleitet vom Begriff Teufel. Auch der Begriff Ganggerl wird verwendet.

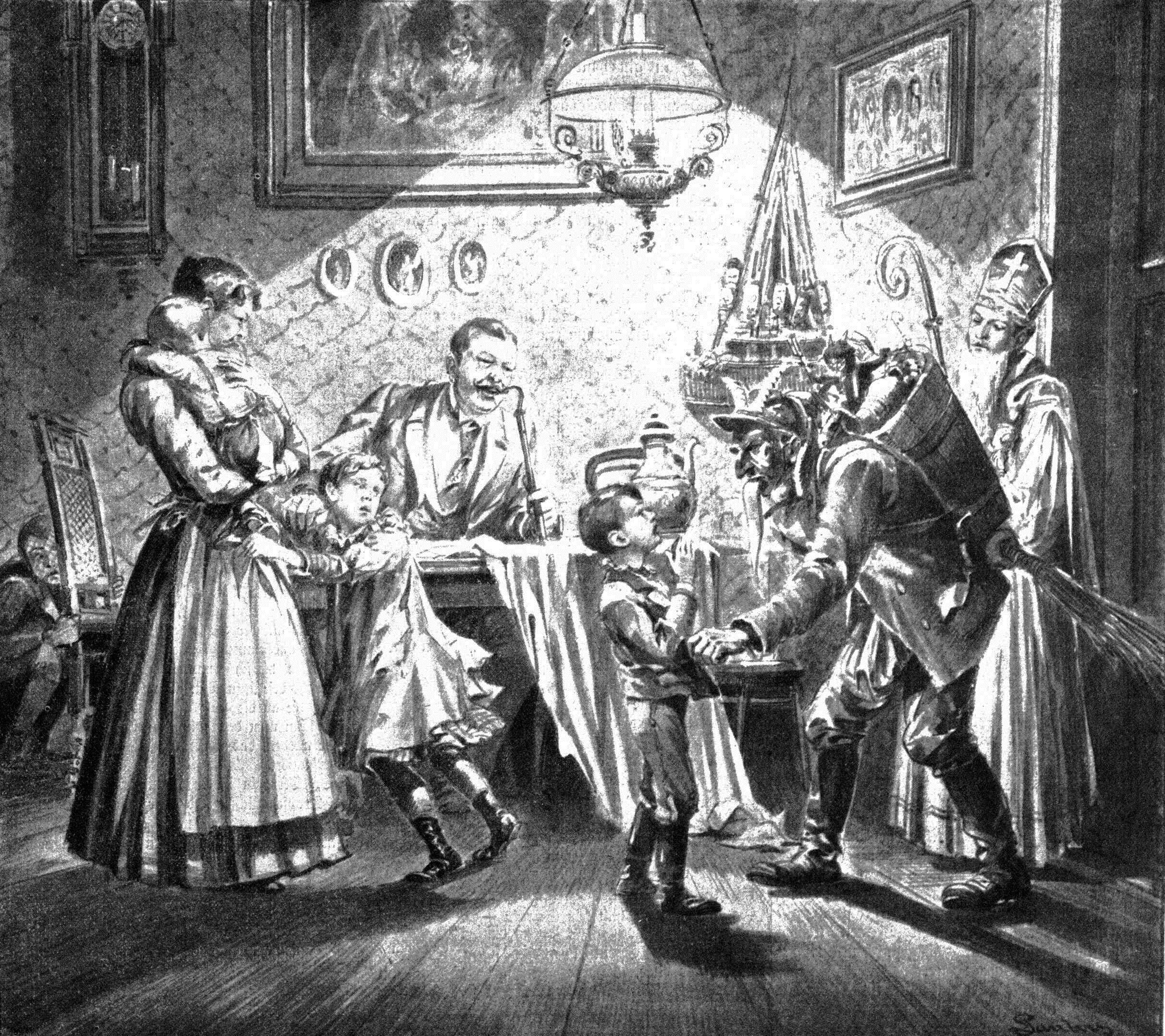
Besuch von Nikolaus und Krampus. Darstellung von 1896

### Anfänge und Entwicklungen des Brauchs
Es gibt keine Quellen vor Ende des 16. Jahrhunderts.
Außerhalb der Gegenreformationsgebiete blieben die Krampusse vom norddeutsch-protestantisch geprägten Knecht Ruprecht verdrängt. Im alemannisch-protestantischen Raum mischen sich die beiden Formen, die wohl einen gemeinsamen Ursprung in einer italienischen Figur des 16. Jahrhunderts haben: Dort gab es die Vorstellung, dass der Teufel die Seelen der Sünder verschlinge. Das Böse ist besonders in der harten Winterszeit stark und zeigt sich deshalb in dieser Gestalt, die entsprechend plastisch dargestellt wurde.
Ausgehend von den Klosterschulen (Kinderbischofsfest) entwickelte sich offenbar erst seit Mitte des 17. Jahrhunderts der Einkehrbrauch: Begleitet von Schreckgestalten, Teufeln und Tiermasken (Habergeiß) prüft und beschenkt der Nikolaus die braven Kinder, während die unartigen vom Krampus bestraft werden. In der Gegenreformationszeit entstanden Stubenspiele, die noch in Bad Mitterndorf, Tauplitz und Pichl-Kainisch (Salzkammergut), im Salzburgerland und in Tirol existieren.
Seit dieser Zeit bildeten sich die Krampuspassen parallel zum Perchtenlauf. Bei diesem dürfen nur die wehrfähigen, unverheirateten Männer des Dorfs teilnehmen, und mit ihm wurde die Veranstaltung seit Mitte des 19. Jahrhunderts wieder öffentlich.

### Krampuslaufen

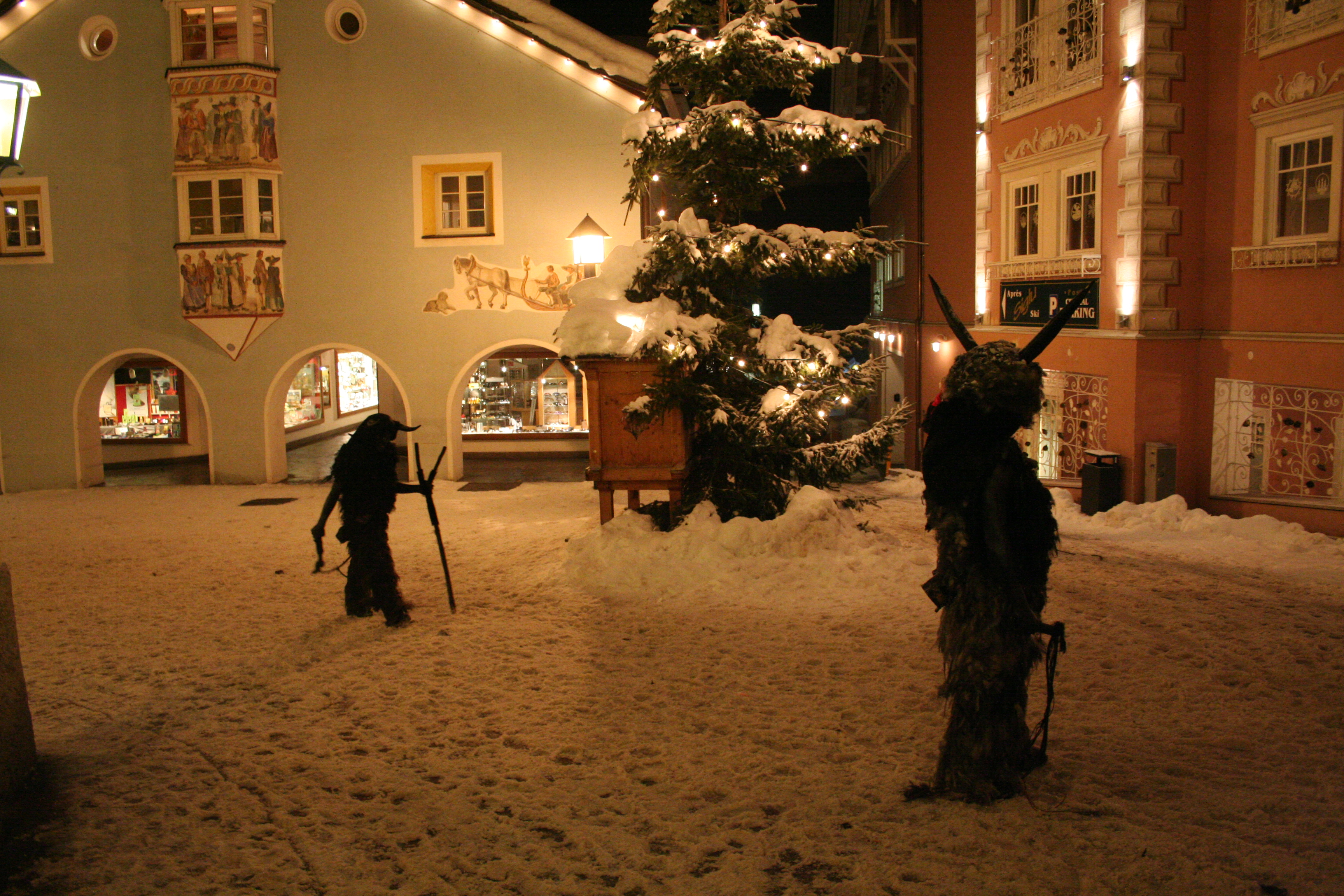
Krampustreiben in Gröden/Südtirol

In vielen Dörfern und Städten im Ostalpenraum, im südlichen Bayern und der Oberpfalz, in Österreich, Teilen des Fürstentums Liechtenstein, in Ungarn, Slowenien, der Slowakei, in Tschechien, in Italien (beschränkt auf Südtirol, Welschtirol (Trentino) und vor allem im Vinschgau sowie im Pustertal) und Teilen Kroatiens gibt es noch Krampusumzüge, bei denen als Krampus Verkleidete unter lautem Lärm ihrer Glocken durch die Straßen ziehen, um Passanten zu erschrecken. Dabei machen sie auch Gebrauch von ihren langen Ruten. Das Tuifltratzen (Tirol) oder Kramperltratzn (bairisch tratzen ,frotzeln, höhnen, sich kabbeln, spotten‘, in Teilen Österreichs: Kramperlstauben oberdeutsch stauben ‚ver-, wegjagen‘) ist mancherorten eine Mutprobe der Kinder der Gegend, die versuchen, die Krampusse zu reizen, ohne erwischt oder geschlagen zu werden.
Krampustag ist der 5. Dezember, der Vorabend des Festes des heiligen Nikolaus am 6. Dezember. Üblicherweise erscheinen beide Gestalten gemeinsam am Abend des 5. Dezembers, zum Teil jedoch auch am 6. Dezember.
Zu den größten Umzügen mit über eintausend Krampussen (2008) gehört der Krampuslauf in St. Johann im Pongau, der jährlich am 6. Dezember stattfindet, sowie der größte Krampuslauf Österreichs in Klagenfurt. Letzterer zieht sich über eine Distanz von 1,5 Kilometern.

### Variationen und regionale Besonderheiten

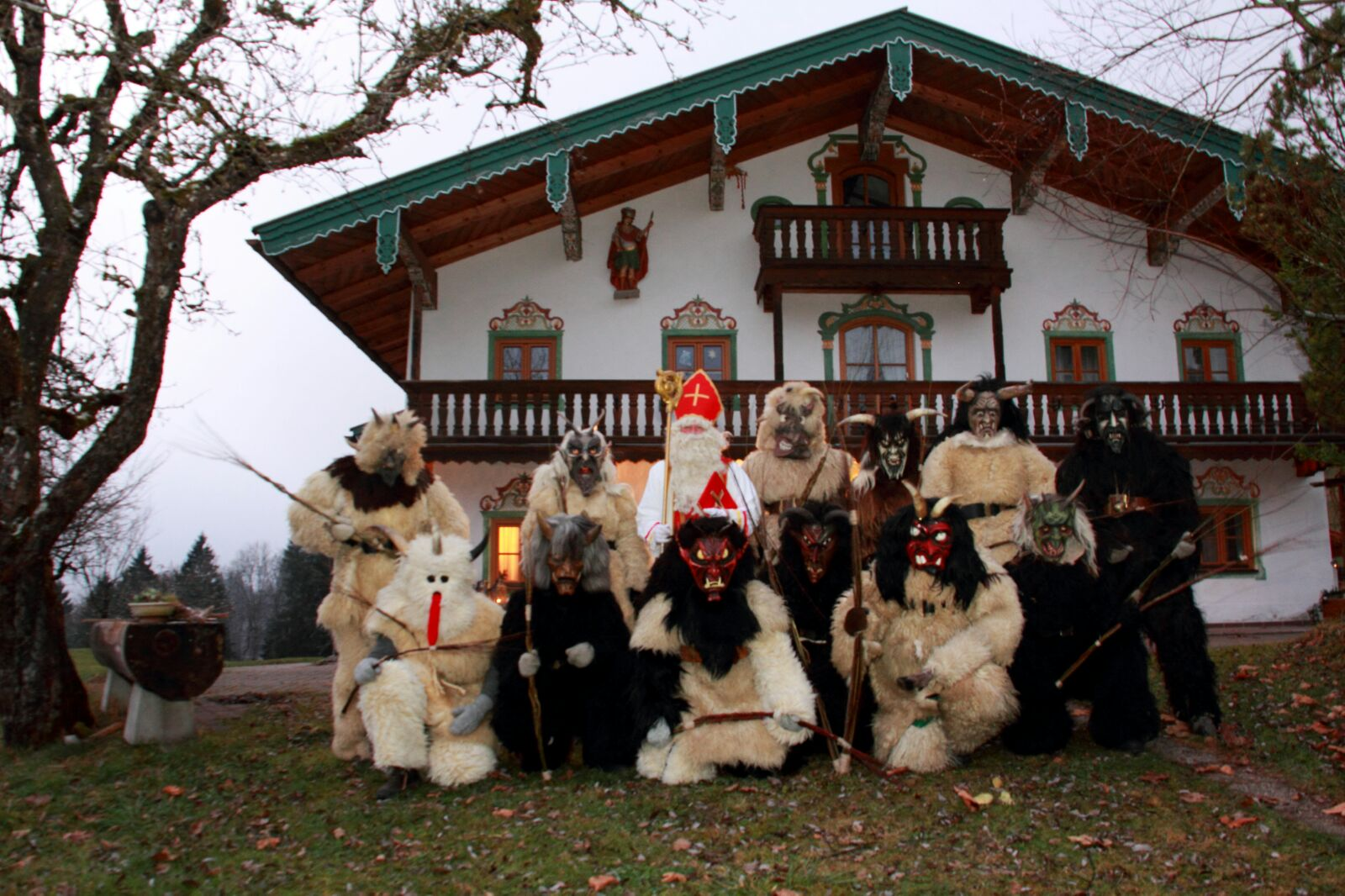
Zwölf Kramperl mit Nikolaus aus Weißbach an der Alpenstraße (Landkreis Berchtesgadener Land)

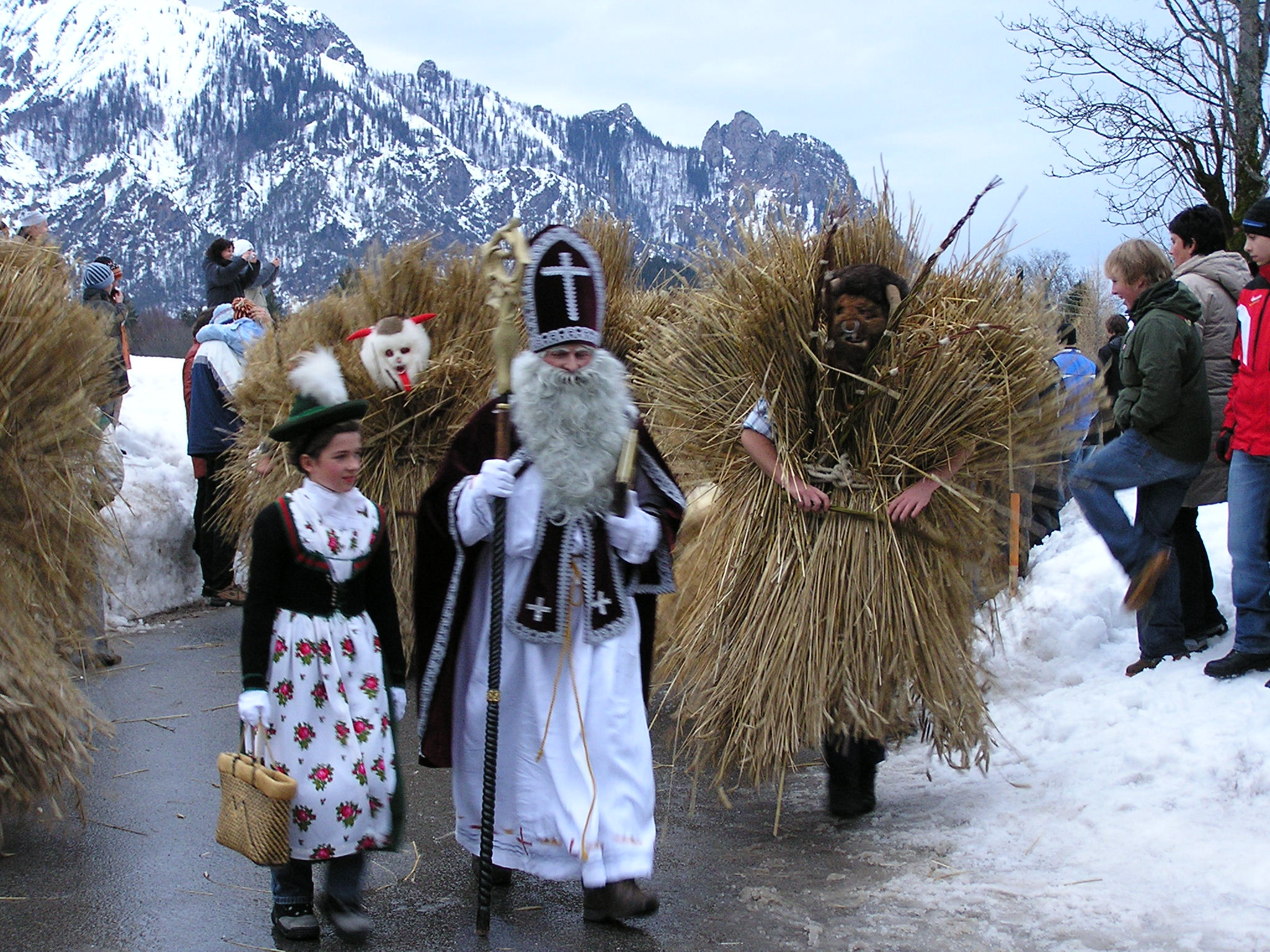
Hl. Nikolaus, Nikoloweibl und Buttnmandl in Loipl (Landkreisregion Berchtesgadener Land).

Anzumerken ist, dass es regionale Brauchtumsunterschiede gibt, die teilweise stark variieren (zum Beispiel Schauläufe in Kärnten mit Feuerwerk, Fackeln und Feuerspuckern – gegenüber der Verwendung von Ruten zum Triezen/Tratzen von Schaulustigen in Salzburg).
Einer der eindrucksvollsten und spektakulärsten Krampusumzüge ereignet sich in Osttirol. Zum Brauch gehört in dieser Region nicht nur der reine Umzug, sondern auch ein traditioneller Krampuswurf, ähnlich der Wurftechnik aus dem Ranggeln, zwischen Krampus und „Raufbold“. Dies basiert allerdings auf vollkommener Freiwilligkeit des Mutigen, da eigene Zonen für diese Art des Brauchtums eingerichtet werden. Der Zuschauer kann hinter den Absperrungen das Spektakel ungefährdet beobachten.
Eine zusätzliche Eigenheit des Brauchtums stellt das jahrzehntelang praktizierte Tischziehen (Osttiroler Dialekte tischziagn oder tischzoichn) dar. Auf diesen Veranstaltungen, die separat von den Schauläufen organisiert werden, setzen sich einige freiwillige Männer hinter einen großen, massiven Holztisch und versuchen dabei, den Tisch so lange wie möglich aus eigener Kraft heraus gegenüber den anstürmenden Krampussen zu halten. Das Ziel der Krampusse ist dabei, entweder den Tisch umzukippen oder aber den Tisch weit genug vom Startpunkt wegzuziehen. Diese Art von Wettkampf wird pro Runde separat entschieden, da meist die Männer nach einer Runde wechseln und sich die Krampusse in verschiedene Gruppen aufteilen.
Im Osttiroler Defereggental werden Nikolaus und Krampus am 5. Dezember von einer Reihe anderer Figuren begleitet, die im Jahreslauf die Höfe aufgesucht haben: Bajazzo, Lotter und Litterin (Bettler), ein Brautpaar mit Spielmann, Arzt, Polizist, Bürgermeister und Feuerwehrmann sowie dem Tod, der auf die Vergänglichkeit des Lebens hinweist.
Im Berchtesgadener Land, dem südlichen Teil des gleichnamigen Landkreises gibt es zweierlei Krampusse: die ganz in Fell gekleideten „Kramperl“ und die wendigeren, mit (Strumpf-)Hosen ohne Fell und kleineren Glocken ausgestatteten Gankerl (auch: Ganggerl), die wiederum insbesondere die den Glöcklern der Perchten verwandten Bassen ganz in Stroh eingebundener Buttnmandl schützend begleiten.
Im Gasteinertal sind jährlich am 5. und 6. Dezember 80 bis über 100 Passen unterwegs. Die verschiedenen Passen bestehend aus Krampus, „Engerl“, „Buttnmandl“ (Kerblträger; nicht gleichzusetzen mit den Buttnmandl im Berchtesgadener Land siehe Absatz darüber) und Nikolaus erkennt man an den unterschiedlichen Farben der Gewänder. Sie gehen traditionell von Haus zu Haus, am 5. Dezember in den Zentren der Orte Bad Gastein, Bad Hofgastein und Dorfgastein und am 6. Dezember in den ländlichen Gebieten. Die Passen ziehen von Haus zu Haus und bitten den Hausherren um Einlass. Der Nikolaus (und gegebenenfalls der Engel) sowie der Körbelträger betreten die Stube, die „Braven“ werden belohnt, anschließend erhalten die Krampusse oder Kramperl Einlass und die „Schlimmen“ werden bestraft. Wenn sich zwei Passen treffen (was oft vorkommen kann, da jede der Passen einen von allen anderen unabhängigen Weg hat), wird ein kräfteraubendes und spektakuläres Begrüßungsritual vollzogen. Die Nikoläuse kreuzen die Bischofsstäbe, die Engerl und die Körbelträger begrüßen sich ebenfalls, dann kommt es zum Vorteufelrempeln (die beiden Vorteufel begrüßen sich und zeigen dem Gegenüber durch gegenseitiges Anrempeln ihre Stärke), danach dürfen die übrigen Krampusse rempeln. Ist dies geschehen, geben sich die Passen gegenseitig zu erkennen und wünschen sich „A guads Weitageh’, treu in guadn oidn Brauch“ (Ein gutes Weitergehen, treu dem guten, alten Brauch). Zahlreiche Einheimische und Gäste von nah und fern finden sich an diesen beiden Tagen jährlich im Gasteiner Tal ein.
Im alemannischen Alpenraum (Allgäu, Schweiz) heißt ein ähnlicher Brauch aber mit anderen Figuren Klausentreiben.
Der Krampus ähnelt zudem in der Funktion dem im nord- und westdeutschen Raum bekannten Knecht Ruprecht, es bestehen aber Unterschiede zwischen beiden Figuren: Während Knecht Ruprecht einzeln auftritt, treten die Krampusse meist in größeren Gruppen auf. In Schwaben begleitet der Pelznickel den Gabenbringer. In der Schweiz wird der Nikolaus vom „Schmutzli“ begleitet. Dieser ist wie der Krampus zur Bestrafung der unartigen Kinder vorgesehen, trägt jedoch einen Sack und anstelle von Kuh- oder Balkenglocken einen Schellengurt. Der Krampus ähnelt in seinem Aussehen dem Teufel ebenso wie mythischen und Tiergestalten, wie sie sich als Schiechperchten im alpenländischen Brauchtum finden. Im Unterschied zu diesen, die in den Rauhnächten laufen, gehören die Krampusse ausschließlich zum Adventsbrauchtum.
Im skandinavischen Raum treten ähnliche Gestalten zwischen Weihnachten und Silvester auf. Dieser Brauch wird als „julebukklaufen“ bezeichnet und war zumindest bis Mitte des 20. Jahrhunderts in Norwegen üblich.

## Ausstattung
- Mantel bzw. Hosenanzug aus Schaf- oder Ziegenfell. In manchen Teilen Niederbayerns ist es üblich, dass sich der „Teufel“ in Kartoffelsäcke kleidet. In dieser Gegend gibt es auch Fellkrampusse, die keine Maske, sondern nur Fell und Hörner tragen. 1928 wird in einem Kürschnerfachbuch die Krampusfabrikation als wesentliche Verwendung für schwarze Hasenfellreste erwähnt.[7]
- Holzmaske (Larve) aus Zirben- oder Lindenholz geschnitzt, mit (echten) Ziegenbock-, Steinbock- oder Widderhörnern; heutzutage gibt es auch viele Krampusse, die eine Aluminium-, Kunststoff- oder Gummimaske tragen.
- Kuhglocken oder Balkenglocken (bzw. „Rollen“), die an einem Gürtel oder Gurt am Rücken angebracht sind. Verwendet werden entweder eine Balkenglocke, die bis in die Kniekehlen reicht, oder mehrere kleinere bis mittelgroße Kuhglocken. Rasseln oder Schellen hingegen werden nur von Schiechperchten verwendet. Manchmal findet sich eine Kette zum Rasseln.
- Rossschweif oder Kuhschwanz
- Birkenrute
- Butte (bairisch, auch „Kraxn“), ein auf dem Rücken befestigter Behälter, in dem – der Sage nach – böse Kinder mitgenommen werden.

Die Ausstattung ist jedoch von Ort zu Ort unterschiedlich. Normalerweise bedecken die Krampusmasken den gesamten Kopf. Neu in Mode kommen allerdings Holzmasken, bei denen Kinn und Unterlippe freigehalten werden, damit der Läufer den Mund bewegen und die Zunge herausstrecken kann. Die dadurch sichtbaren Gesichtsteile werden mit einer entsprechenden Farbe bemalt, damit die Masken „realer“ aussehen.

## Rezeption

### Kritik
Krampusattacken und Schlägereien sorgen regelmäßig für Entsetzen und öffentliche Diskussionen. Jährlich kommt es bei Krampusläufen zu Auseinandersetzungen. Gelegentlich rächen sich Zuseher für Rutenschläge und attackieren Krampusse. 2013 wurden nach mehreren Krampusläufen in Osttirol am Bezirkskrankenhaus Lienz insgesamt acht Verletzte (meist mit Knochenbrüchen) aufgenommen und über 60 weitere Patienten ambulant behandelt.
2022 wurde in Oberösterreich ein elfjähriger Krampusdarsteller derart heftig an den Hörnern seiner Maske gepackt sowie hin- und hergerissen, dass er ins Linzer Uniklinikum gebracht werden musste.

### Im Spiegel der Kunst (Postkarten)
Insbesondere zu Anfang des 20. Jahrhunderts haben sich auch Künstler der Kramperl als Bildmotiv angenommen:

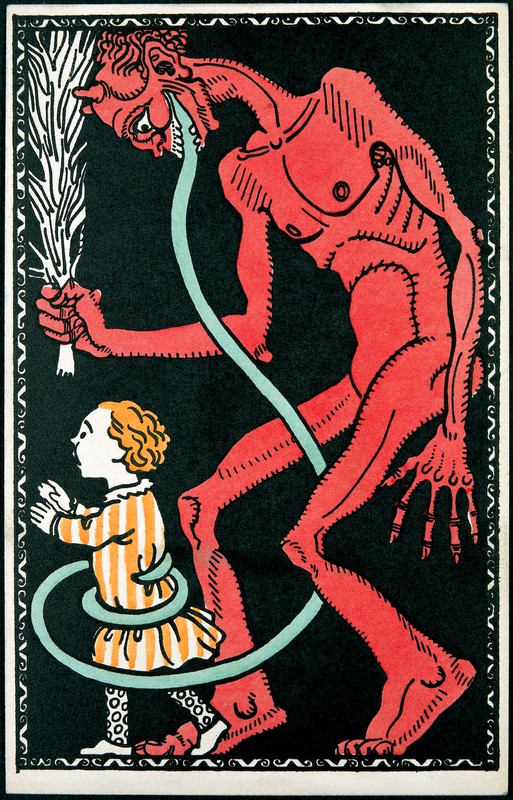
Krampus mit Kind; Postkarte Nummer 542 der Wiener Werkstätte, anonymer Künstler, um 1911, versteigert 2003 für 11.000 Euro
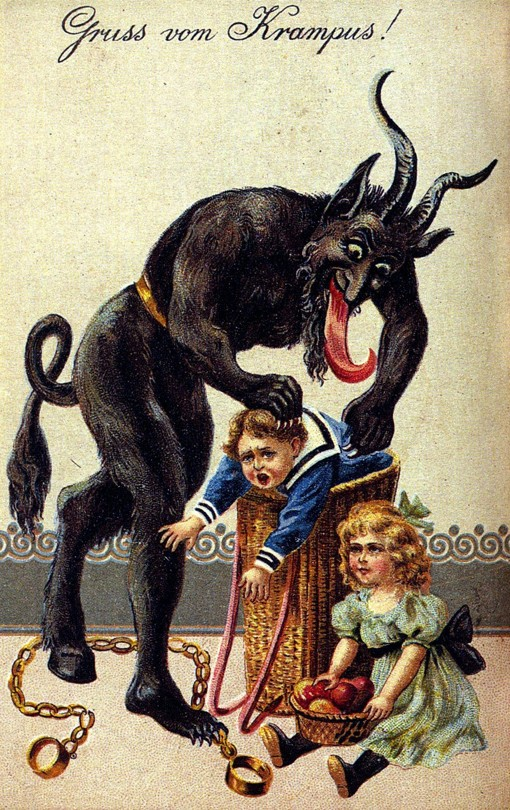
Gruß vom Krampus, Postkarte um 1900

## Abgrenzung zu anderen gleichnamigen Protagonisten
Die in der Einleitung erläuterte Definition des Krampus samt seiner hauptsächlichen Verortung im alpenländisch-europäischen Raum ist abzugrenzen von den als „Krampus“ eingeführten Protagonisten in einigen US-amerikanischen Kinofilmen und Fernsehserien, die wie z. B. in A Christmas Horror Story (2015) oder als Hauptfigur in Krampus (2015) „sündige Kinder“ töten oder mit der Tötung ganzer Familien drohen. Insbesondere in US-amerikanischen Produktionen wurde der Krampus wiederholt als eigenständig und unabhängig vom Nikolaus agierendes, bösartiges Wesen bzw. „Anti-Weihnachtsmann“ vorgestellt. Aber auch harmlosere Varianten haben nichts mit dem in diesem Lemma behandelten Krampus zu tun, wenn er wie in dem dänischen Film Julemandens datter (deutsch: Lucia und der Weihnachtsmann) „nur“ als bösartiger Geist in der Rolle einer Antiheldin auftritt.

### In Dokumentarfilmen
- Dokumentarfilm Vom Krampus: Zwischen Latexhaut und Schaffell (2014) von Rudolf Amaral.[11]

### In Fernsehserien
- Die Sky-Serienproduktion Der Pass spielt mit dem Krampusmythos, um am Ende jedoch „nur“ einen wahnsinnigen „Krampusmörder“ in Haft zu nehmen.

### In Kinofilmen
- Der Krampus ist die Hauptfigur des gleichnamigen Horrorfilms (2015) von Michael Dougherty.
- A Christmas Horror Story (2015).
- Im dänischen Film Julemandens datter (deutsch: Lucia und der Weihnachtsmann) von 2018 hat der Krampus als bösartiger Geist die Rolle einer Antiheldin.[12]
- Im Hollywood-Actionfilm Red One (2024) ist Krampus der Bruder von Santa Claus.

### Als Romanfigur
- BROM: Krampus (orig.: Krampus – The Yule Lord). Aus dem Amerikanischen in Deutsche von Jakob Schmidt. Knaur, München 2013. ISBN 978-3-426-65334-0.

### In Hörspielen
- Oh du Finstere[13], Hörspielspecial in der Reihe Die drei ???. EUROPA Hörbuchverlag, München 2020.

## Bildergalerie

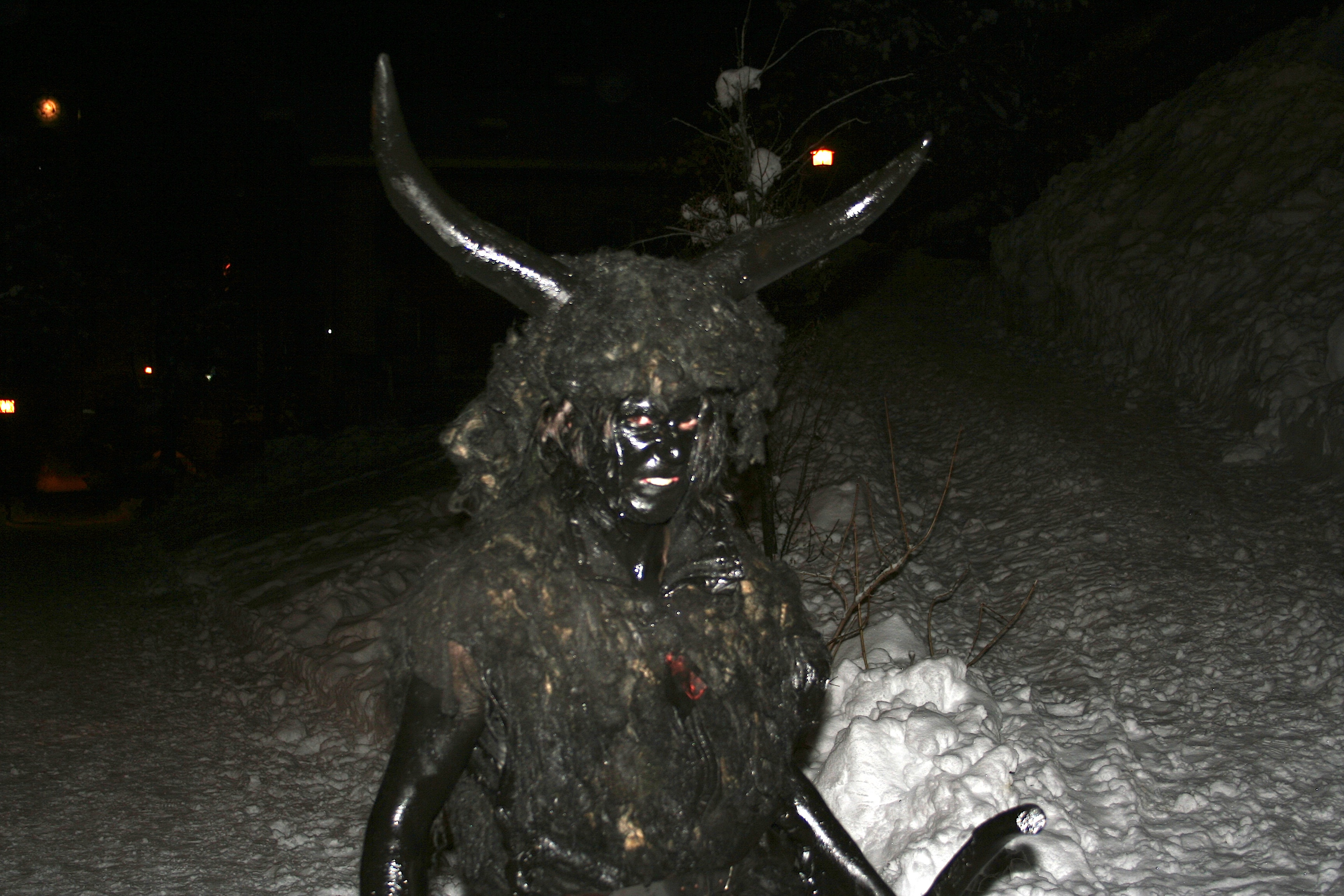
Südtirolisch (Gröden)
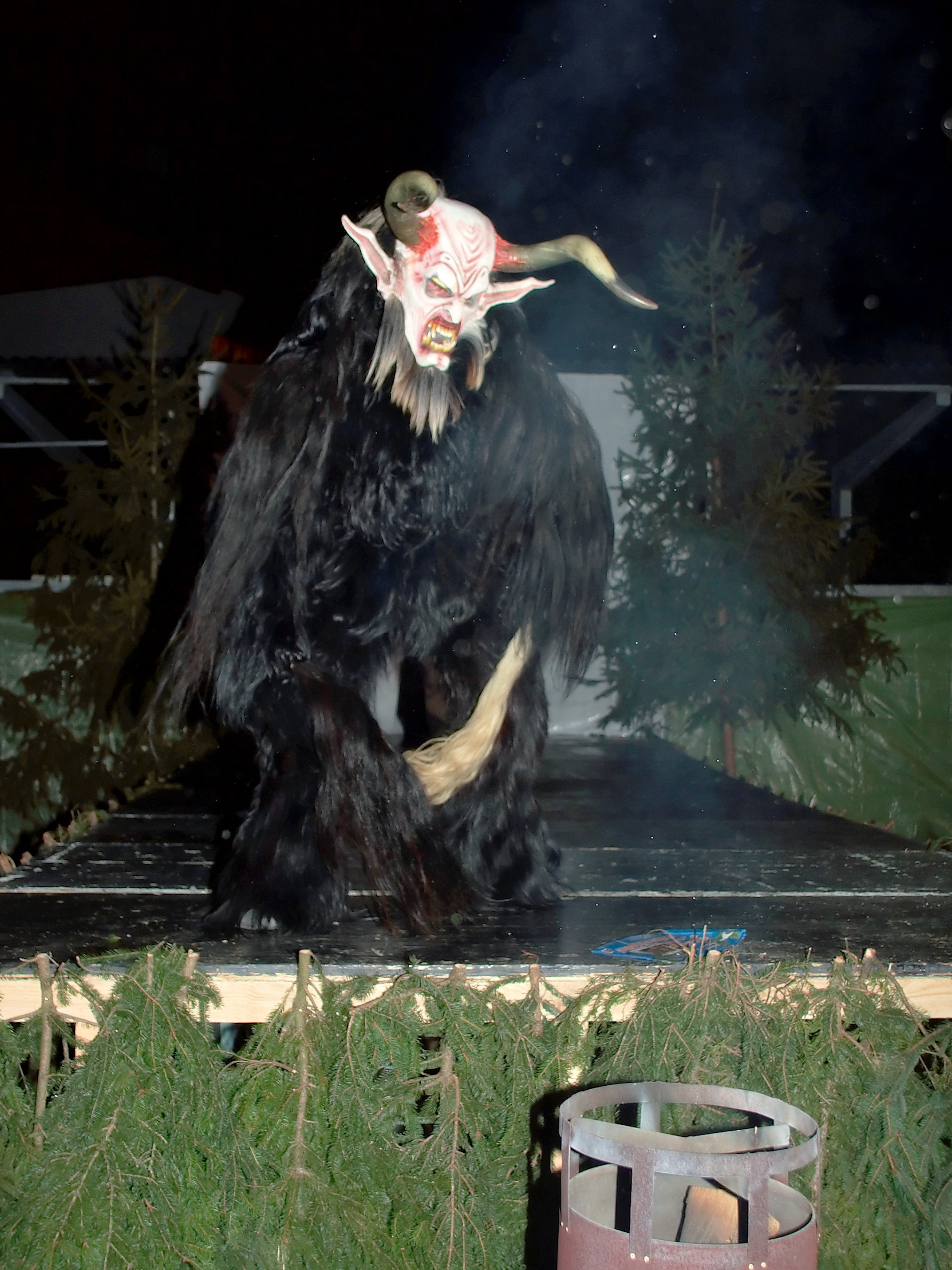
Salzburgisch (Morzger Pass)
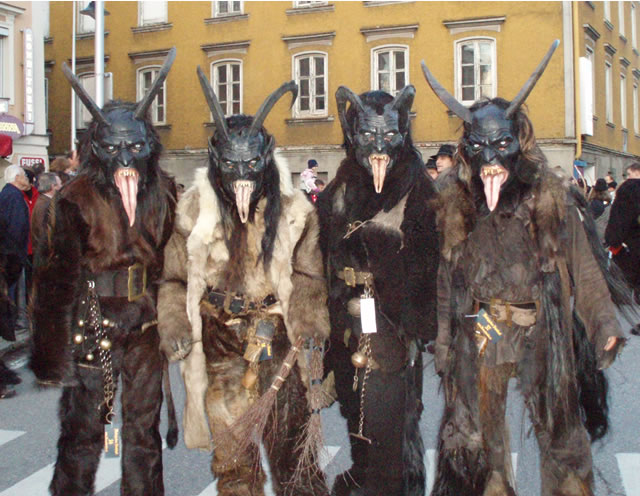
Salzburgisch (Oberndorfer Salzachteufel)
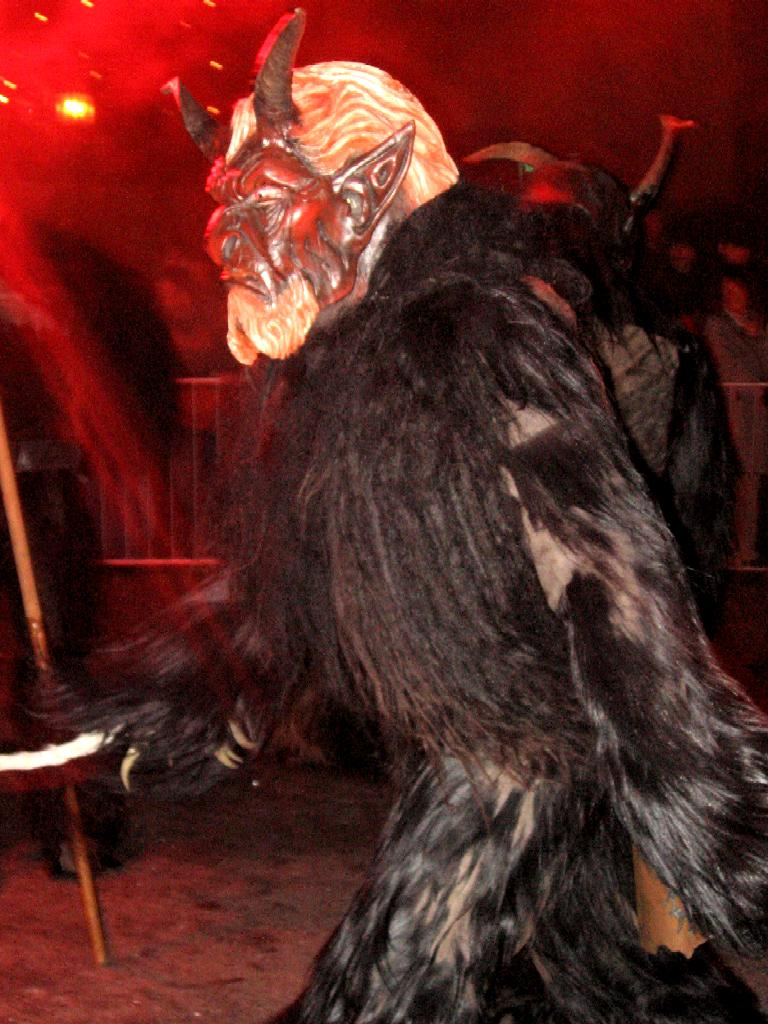
Oberösterreichisch (Kematen an der Krems)

„Moderne“ Interpretationen des Krampus in Kärnten
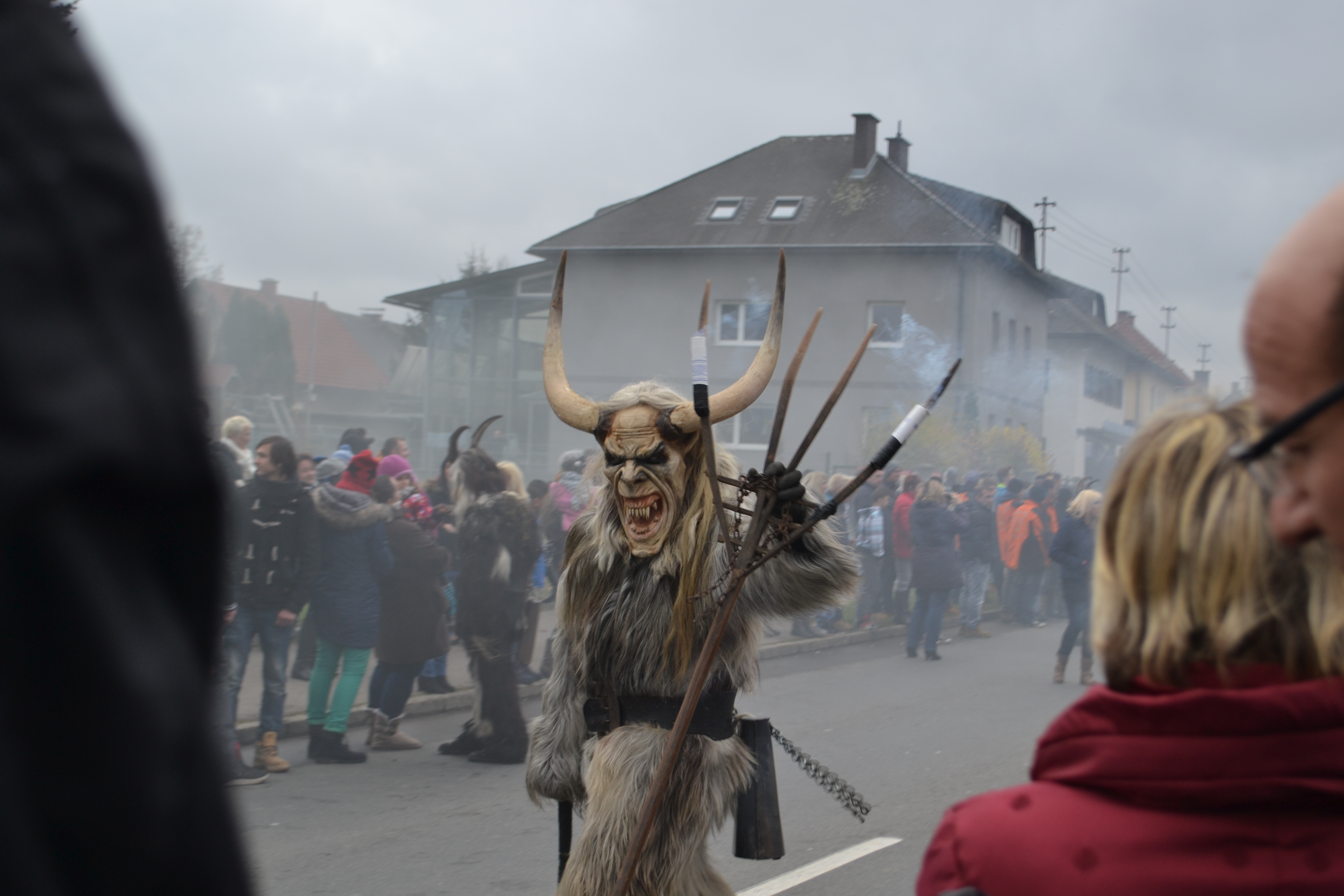
Krampus mit Rauchpatronen (Klagenfurt)
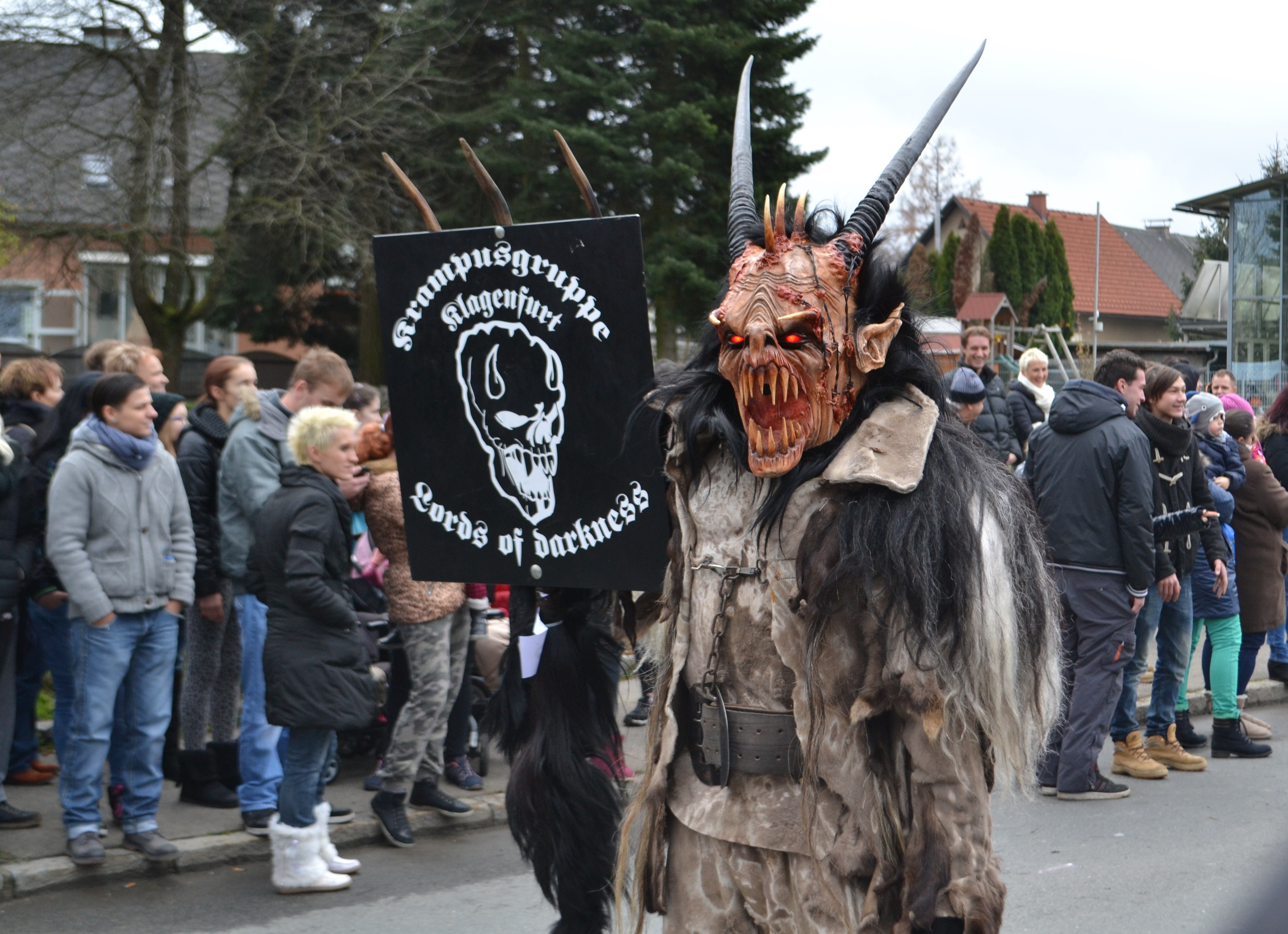
Krampus mit Banner (Klagenfurt)
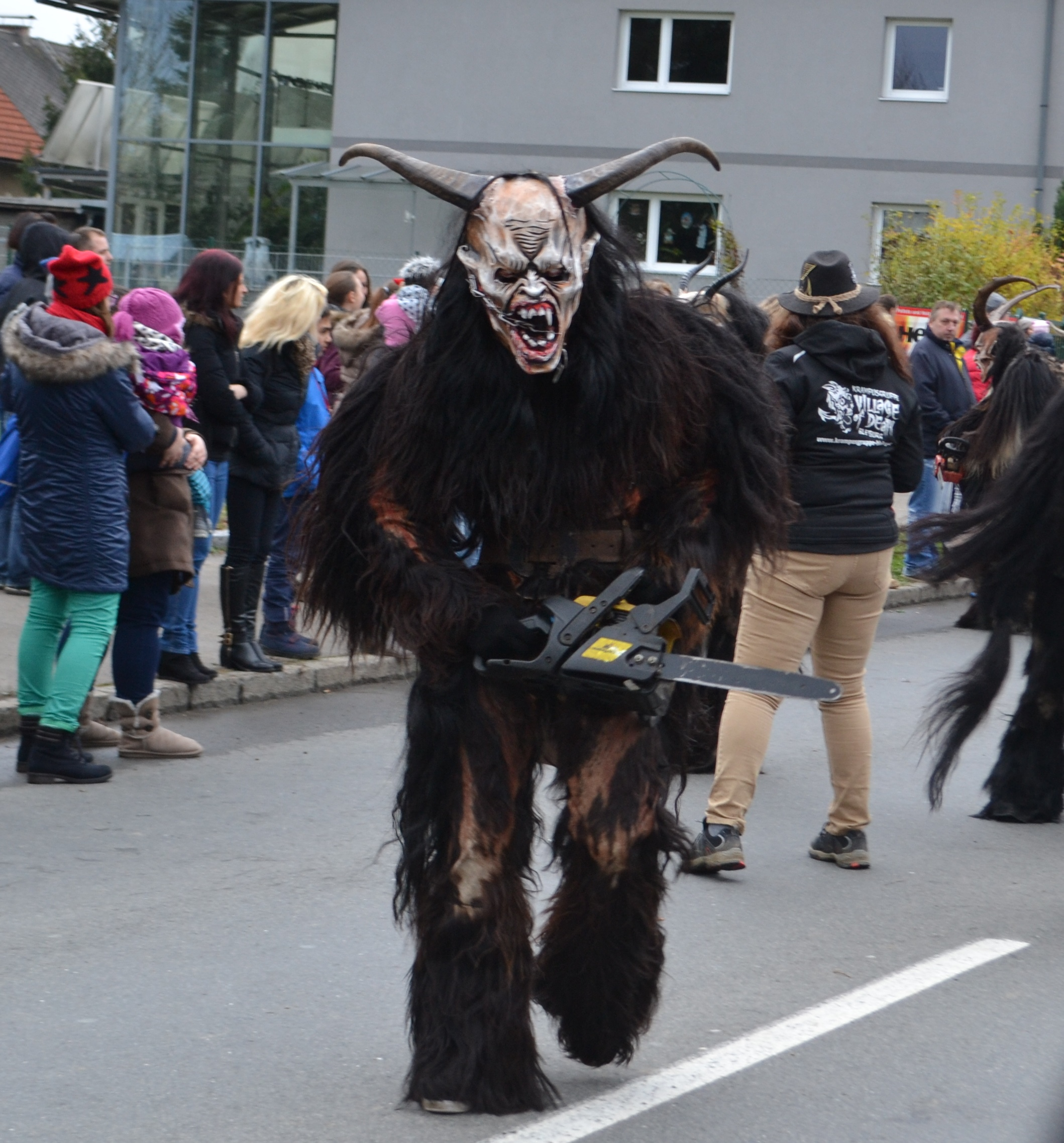
Krampus mit Accessoire (Klagenfurt)
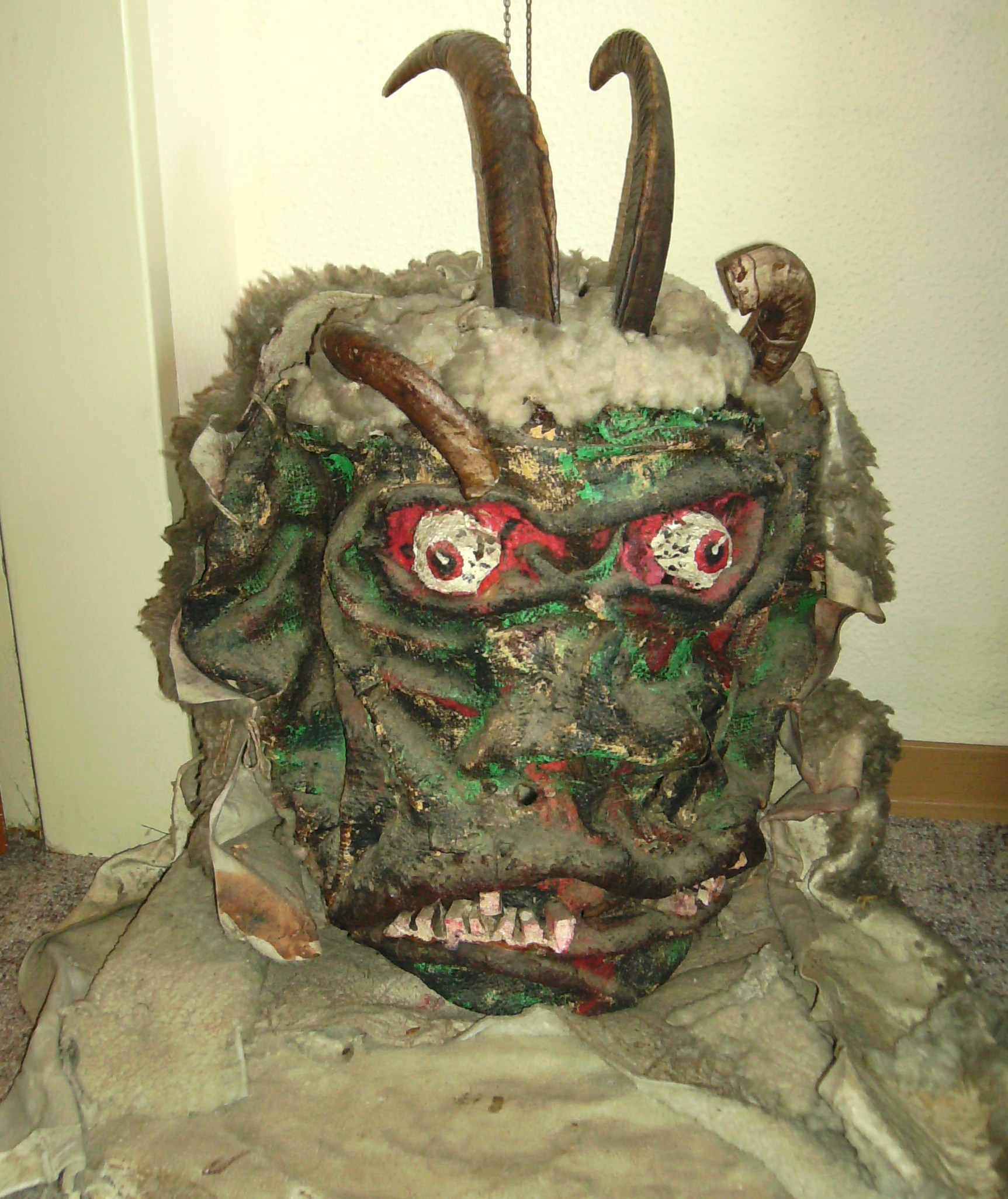
Krampusmaske aus dem Kärntner Rosental
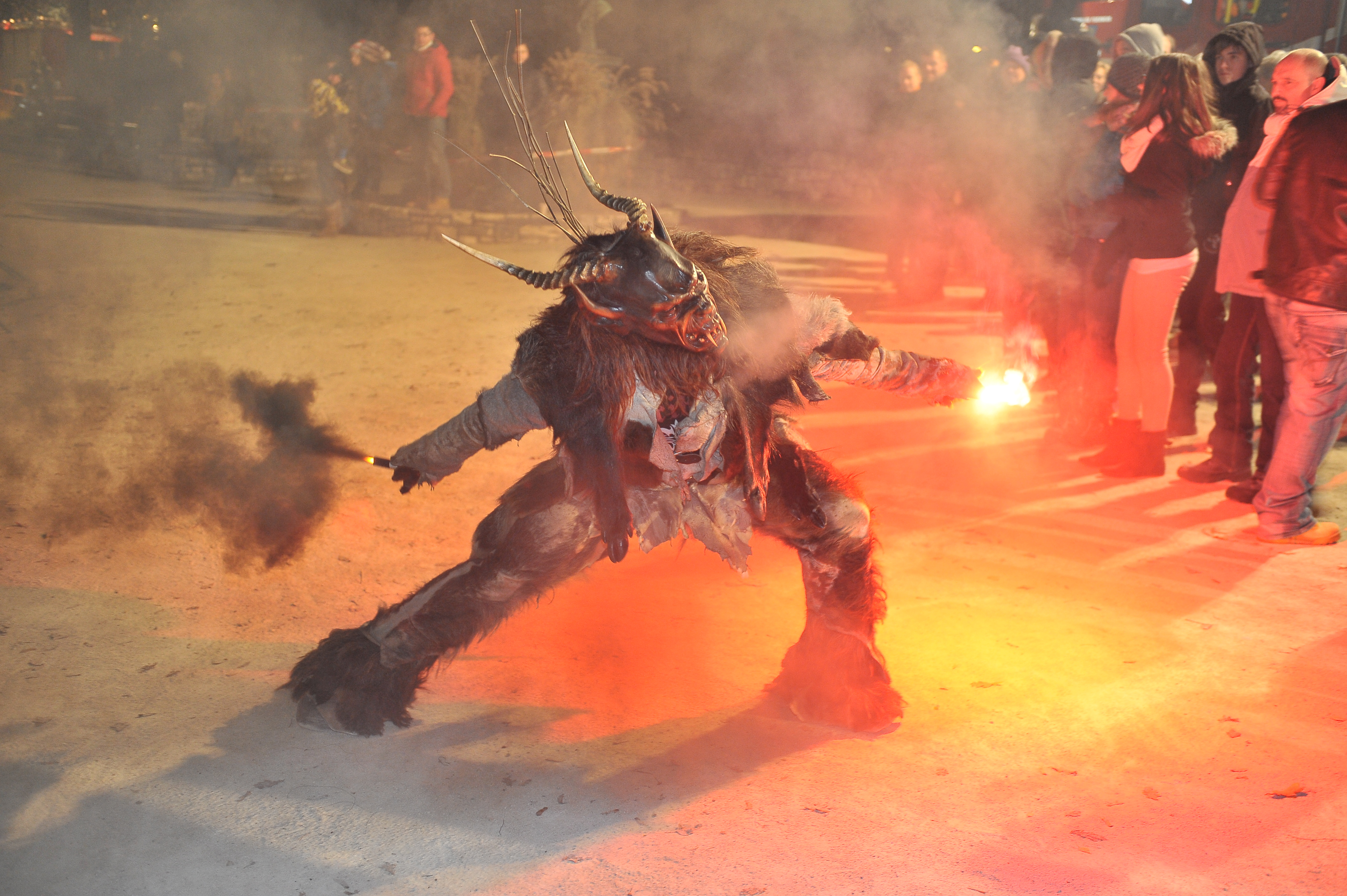
Krampus in Pörtschach am Wörther See